# Bătălia pentru orașul Melitopol
Bătălia de la Melitopol a fost un angajament militar între forțele armate ucrainene și ruse în orașul Melitopol din sudul Ucrainei, ca parte a invaziei rusești a Ucrainei din 2022, ca parte a ofensivei Herson.

## Luptă
La 10:30 pe 25 februarie 2022, forțele ruse au intrat în Melitopol pe fondul unor ciocniri grele.  Potrivit guvernatorului Regiunea Zaporijjea, Oleksandr Starukh, obuzele au lovit blocuri și au avut loc lupte de stradă intense, cu imagini cu echipament militar pe strada Lomonosov și localnici care relatează ca martori oculari despre lupte. Casele particulare din zona străzii Pishchanska au fost avariate.  Mai târziu, dimineața, a avut loc un atac blindat care a rezultat într-un incendiu și a lăsat urme de vehicule, precum și mașini arse.  Potrivit unor surse neoficiale, birourile consiliului local au fost bombardate, iar o captură de ecran a imaginilor camerei a arătat tancuri care se mișcă pe strada principală a orașului.   În timpul bătăliei, forțele ruse au tras într-un spital din oraș, ucigând patru persoane și rănind alte 10. 
Conducerea orașului a predat Melitopolul mai târziu, pe 25 februarie, forțele ruse ocupând complet orașul.  Forțele ucrainene au lansat ulterior un atac asupra orașului, localnicii raportând salve de bombardamente și tancuri cu steaguri naționale rusești pe străzi.  Rusia a susținut pe 26 februarie că a luat orașul,  deși James Heappey, ministrul Forțelor Armate britanice, a spus că acesta era încă sub control ucrainean. 
Mai târziu, pe 26 februarie, forțele ruse au ridicat steaguri rusești pe clădirile administrative din oraș. Starukh a declarat că confruntările au continuat încă în oraș, fiind raportate lupte cu forțele locale de apărare.    El a mai declarat că luptele dintre trupele ruse și ucrainene au continuat peste noapte, cu 14 soldați ucraineni răniți. Potrivit primarului, utilitățile au fost întrerupte și o clinică locală de oncologie a fost avariată. 
Pe 27 februarie, trupele ruse au bombardat zonele din oraș.  A doua zi, Serviciul de Stat de Urgență al Ucrainei din Regiunea Zaporijjea a declarat că trupele ruse au distrus clădirile unei unități de salvare de urgență.  Forțele locale au reușit să recâștige clădirea primăriei în timpul zilei, iar clădirea se afla sub protecția forțelor locale de autoapărare. 
La 1 martie, forțele ruse au început să se pregătească să-și reia atacul asupra Melitopolului și a altor orașe.  Primarul Melitopolului, Ivan Fedorov, a declarat ulterior că rușii au ocupat orașul.  Un oficial al Departamentului de Apărare al Statelor Unite a confirmat, de asemenea, că Melitopolul a fost recucerit de forțele ruse. 

## Urmări
La 1 martie 2022, cetățenii din Melitopol au organizat un protest de stradă împotriva ocupației militare a orașului. Protestatarii au mărșăluit și și-au folosit trupurile pentru a bloca un convoi de vehicule militare rusești.  
Pe 10 martie, directorul Muzeului de Istorie Locală Melitopol, Leila Ibragimova, a fost arestată la ea acasă de forțele ruse și a fost dusă într-un loc necunoscut.  O zi mai târziu, primarul Melitopolului, Ivan Fedorov, a fost răpit de trupele ruse pentru că a refuzat să coopereze cu ei și a continuat să arboreze un drapel ucrainean în biroul său. 